# 제니 게바

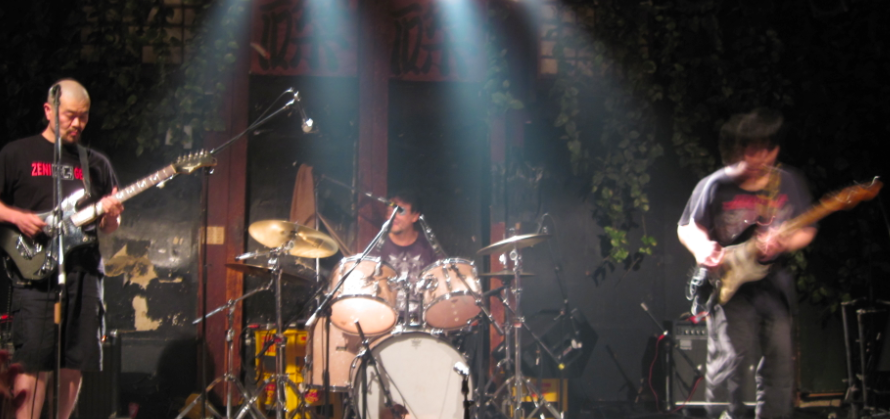

제니 게바(ZENI GEVA, ゼニゲバ)는 1987년에 결성된 일본의 노이즈 록 밴드이다.

## 개요
음악은 데스 메탈 / 하드코어 펑크에서 매스 록 / 사이키델릭 록 / 노이즈 록 등 다양한 요소를 가지고 있다. 종종 변칙적인 연주를 많이 하며 프로그레시브 록과도 많이 비교된다. Desire for Agony 앨범은 모터헤드가 킹 크림슨을 만났다는 평을 받았다. 리더 KK NULL는 프로그 하드코어 트리오라고 스스로 평했다. 멤버는 KK NULL, 田畑満, 요시다 타츠야. 밴드명은 '돈의 폭력성' 정도의 의미.
메르츠보우, 하나타라시 등과 활동하던 기타리스트 KK Null이 87년에 결성했다. 이후 보어덤스에 있던 Ikuo Taketani, Mitsuru Tabata 등이 들어왔고 요시다 타츠야가 가입해서 라인업이 더 탄탄해진다. 중간에 요시다도 다른 드러머로 바뀌는 등 멤버변동이 많았지만 월드투어를 계속했고 앨범을 지속적으로 발매하는 등 꾸준히 활동했다.
미국과 유럽에서 공연을 많이 했으며 해외 레코드 레이블에서 음반도 다수 발매했다. 스티브 알비니(Steven Frank Albini)와 다수의 작업을 함께했다.

## 음반
- HOW TO KILL （1987年）
- MAXIMUM MONEY MONSTER （1989年）
- 全体去勢 - TOTAL CASTRATION （1991年）
- 内破 - NAI-HA （1992年）
- 苦痛志向 - DESIRE FOR AGONY （1993年）
- FREEDOM BONDAGE （1995年）
- 10,000 LIGHT YEARS （2001年）